# Église Notre-Dame-de-l'Assomption de Montceaux
L'église Notre-Dame de l'Assomption de Montceaux est une église paroissiale catholique, dédiée à Notre Dame, située dans la commune française de Le Coudray-Montceaux et le département de l'Essonne.

## Historique
La construction de l'église  du village est datée de 1689 mais occupe l'emplacement d'un lieu de culte ancien.
La commune actuelle est issue de la fusion de Coudray et Montceaux.
L'église est restaurée en 1880.
Depuis un arrêté du 17 février 1950, l'église est inscrite au titre des monuments historiques.
Une partie de la nef s'effondre en 2000, mais est reconstruite.

## Description
L'édifice est modeste, rectangulaire avec un clocher en bois.
L'église possède deux statues de la Vierge du Calvaire et de Saint-Jean-du-Calvaire ainsi qu'un Christ du XVIIe siècle.

## Pour approfondir